# Hornkvartett
Hornkvartett (Noors voor hoornkwartet) is een compositie van Johan Kvandal. Hij schreef het op verzoek van “Den Norske Hornclubb”. De eerste uitvoering werd verzorgd door Vidar Olsen, Stein Villanger, Fred Johannessen, Norman Jansen op 3 maart 1989. Het bijzondere aan dit hoornkwartet is dat het geschreven is voor vier hoorns en dus dat alle vier de muziekinstrumenten in hetzelfde register spelen. Er zijn wel andere hoornkwartetten geschreven, maar de term hoornkwartet is dan soms de aanduiding voor de combinatie van één hoorn en drie andere muziekinstrumenten.
Er zijn in 2013 geen commerciële opnamen bekend van dit werk. Wel bezit de Noorse muziekcentrale een opname, waarschijnlijk van de eerste uitvoering. 